# Xylopia excellens
Xylopia excellens är en kirimojaväxtart som beskrevs av Robert Elias Fries. Xylopia excellens ingår i släktet Xylopia och familjen kirimojaväxter. Inga underarter finns listade i Catalogue of Life.